# 2014년 토론토 국제 영화제
제39회 토론토 국제 영화제는 2014년 9월 4일에 열린 시상식이다.

## 수상 및 후보

### 관객상
- 이미테이션 게임 - 모튼 틸덤 수상

### 다큐멘터리 관객상
- 비츠 오브 디 안토노브 - 하주즈 쿠카 수상

### 미드나잇 매드니스 관객상
- 뱀파이어에 관한 아주 특별한 다큐멘터리 - 타이카 와이티티 수상

### 캐나다 장편영화상
- 펠릭스 앤 메이라 - 맥심 지루 수상

### 캐나다 단편영화상
- 더 웨더맨 앤 더 섀도우복서 - 랜달 오키타 수상

### 국제단편영화상
- 어 싱글 바디 - 소티리스 도노코스 수상

### FIPRESCI-상
- 메이 알라 블레스 프랑스! - 압드 알 말릭 수상
- 타임 아웃 오브 마인드 - 오렌 무버만 수상

### 넷팩상
- 마가리타, 위드 어 스트로우 - 소날리 보세 수상

### 캐나다 신인감독상
- 뱅 뱅 베이비 - 제프리 St. 줄스 수상

### 현대 세계 영화 부문
- 펠릭스 앤 메이라 - 맥심 지루
- 하트비트 - 안드레아 도프만
- 러브 인 더 타임 오브 시빌 워 - 로드리크 장
- 틴 러스트 - 블레인 튜리어
- 유어 슬리핑 니콜 - 스테판 라플뢰르
- 아이레 리브레 - 아나이 베르네리
- 아무르 포 - 예시카 하우스너
- 콘둑타 - 에르네스토 다라나스
- 버드 피플 - 파스칼 페랑
- 아니메 네레 - 프란체스코 문지
- 브레스 - 멜라니 로랑
- 찰리즈 컨트리 - 롤프 드 히어
- 컷 스네이크 - 토니 에이리스
- 더 다크 홀스 - 제임스 네이피어 로벗슨
- 돈 브리스 - 니노 커타즈
- 더 페어웰 파티 - 샤론 메이몬 외 1명
- 브로저 - 마이케 더 용
- 겟, 더 트라이얼 오브 비비안 암살렘 - 로니트 엘카베츠 외 1명
- 걸후드 - 셀린 시아마
- 더 그럼프 - 도메 카루코스키
- 하이 소사이어티 - 쥘리 로페스 퀴발
- 임퓨니티 - 지오티 미스트리
- 인 더 크로스윈드 - 마르티 헬데
- Itsi Bitsi - 올레 크리스찬 매드슨
- 저스티스 - 조엘 라망간
- 사요나라 가부키쵸 - 히로키 류이치
- 킬 미 쓰리 타임스 - 크리브 스텐더스
- 라비린스 오브 라이즈 - 지우리오 리치아렐리
- 릴 퀸퀸 - 브루노 뒤몽
- 일 조바네 파볼로소 - 마리오 마르토네
- 더 레슨 - 크리스티나 그로제바 외 1명
- 룰루 - 루이스 오르테가
- 마가리타, 위드 어 스트로우 - 소날리 보세
- 밋 미 인 몬테네그로 - 알렉스 홀드리지 외 1명
- 멘 후 세이브 더 월드 - 셍 탓 리우
- 미라지 - 사볼치 하이두
- 모드리스 - 유리스 커시에티스
- 낫 마이 타입 - 루카스 벨보
- 아웃 오브 네이처 - 올레 지아에베르
- 디 오너스 - 아딜칸 에르자노프
- 패턴즈 인 크라임 - 장영치
- 더 리퍼 - 즈보니미르 주릭
- 레드 로즈 - 세피데 파르시
- 샌드 달러스 - 로라 아멜리아 구즈만 외 1명
- 스틸 더 워터 - 가와세 나오미
- 게스 하 - 락샨 바니 에테마드
- 투데이 - 레자 미르카리미
- 도쿄 피앙세 - 스테판 리베르스키
- 힌 운트 웨그 - 크리스찬 주버트
- 도스 디스파로스 - 마르틴 레즈트만
- 더 밸리 - 가산 살하브
- 베네치아 - 키키 알바레즈
- 보이스 오버 - 크리스티안 히메네즈
- 웨얼 아이 엠 킹 - 카를로스 시귀온 레이나
- 후 엠 아이 - 바란 보 오다르
- 크세니아 - 파노스 H. 코트라스

### 디스커버리 부문
- 백컨트리 - 애덤 맥도널드
- 뱅 뱅 베이비 - 제프리 St. 줄스
- 빅 머디 - 제퍼슨 모네오
- 코르보 - 마티우 L. 데니스
- 가이던스 - 팻 밀스
- 인 허 플레이스 - 알버트 신
- 송스 쉬 로우트 어바웃 피플 쉬 노우즈 - 크리스 엘그스트랜드
- 더 밸리 빌로우 - 카일 토마스
- 위 워 울브즈 - 조던 캐닝
- 레드 알버트 - 배리 에이브리치
- 웻 붐 - 린제이 맥케이
- '71 - 얀 디맨지
- 어덜트 비기너스 - 로스 카츠
- 아틀란틱 - 얀 빌렘 반 에이지크
- 더 크로우즈 에그 - M. 마니칸단
- 두흐타르 - 아피아 나다니엘
- 플랩핑 인 더 미들 오브 노웨어 - 응우옌 호앙 디엡
- 더 그레이트 맨 - 사라 페팃
- 아이엠 낫 로레나 - 이시도라 마르라스
- 더 인트루더 - 샤리프 코르버르
- 라이프 인 어 피쉬볼 - 발트빈 조포니아손
- 더 리틀 데스 - 조쉬 로슨
- 로스 홍고스 - 오스카 루이즈 나비아
- 매지컬 걸 - 카를로스 베무트
- 마르단 - 바틴 고바디
- 메이 알라 블레스 프랑스! - 압드 알 말릭
- 더 네로우 프레임 오브 미드나잇 - 탈라 하디드
- OBRA - 그레고리오 그라지오시
- 런 - 필립 라코테
- 라 살라다 - 주앙 마틴 슈
- 세컨드 커밍 - 데비 터커 그린
- 센자 네쑤나 피에타 - 미셀 알아이퀘
- Stories Of Our Lives - Anonymous
- 스웨이 - 루스 탕
- 티브 - 나지 아부 노워
- 더 트라이브 - 미로슬라브 슬라보슈비츠키
- 언럭키 플라자 - 켄 크웨크
- 더 배니쉬드 엘리펀트 - 하비에르 푸엔테스-레온
- 빌라 투마 - 수하 알라프
- 엑스 플러스 와이 - 모건 매튜스

### 갈라스 부문
- 해무 - 심성보
- 블랙 앤 화이트 - 마이크 바인더
- 더 이퀄라이저 - 안톤 후쿠아
- 폭스캐처 - 베넷 밀러
- 더 저지 - 데이빗 돕킨
- 어 리틀 카오스 - 앨런 릭먼
- 맵스 투 더 스타즈 - 데이빗 크로넨버그
- 더 뉴 걸프렌드 - 프랑소와 오종
- 더 라이엇 클럽 - 론 쉐르픽
- 삼바 - 올리비에르 나카체 외 1명
- 디스 이즈 웨어 아이 리브 유 - 숀 레비
- 와일드 - 장 마크 발레
- 폰 새크리파이스 - 에드워드 즈윅
- 보이콰이어 - 프랑소와 지라르
- 더 커넥션 - 세드릭 히메네즈
- 파라다이스 로스트 - 안드레아 디 스테파노
- 더 포저 - 필립 마틴
- 인피니틀리 폴러 베어 - 마야 포브스
- 래기스 - 린 쉘튼
- 루스 앤 알렉스 - 리처드 론크레인

### 마스터스 부문
- 화장 - 임권택
- 자유의 언덕 - 홍상수
- 1001 그램즈 - 벤트 해머
- 더 페이스 오브 언 엔젤 - 마이클 윈터바텀
- 황금시대 - 허안화
- 언어와의 작별 - 장 뤽 고다르
- 리바이어던 - 안드레이 즈비아긴체프
- 어 피죤 샛 온 어 브랜치 리플렉팅 온 이그지스턴스 - 로이 앤더슨
- 팀북투 - 압데라만 시사코
- 트릭 오어 트리티? - 앨라니스 오봄사윈
- 포린 바디 - 크지쉬토프 자누쉬
- 가구야공주 이야기 - 다카하타 이사오
- 윈터 슬립 - 누리 빌게 제일란
- 머더 인 파콧 - 라울 펙

### 다큐멘터리 부문
- 비츠 오브 디 안토노브 - 하주즈 쿠카
- 아이 엠 히어 - 리신 팬
- 이라키 오디세이 - 사미르
- 더 룩 오브 사일런스 - 조슈아 오펜하이머
- 머천즈 오브 다웃 - 로버트 컨너
- 몬순 - 스툴라 구나르손
- 내셔널 디플로마 - 디웨도 아마디
- 내셔널 갤러리 - 프레더릭 와이즈먼
- 내츄럴 레지스탕스 - 조나단 노지터
- 더 프린스 위 페이 - 해롤드 크룩스
- 레드 아미 - 가베 폴스키
- 로저와 나 - 마이클 무어
- 세이모어 - 에단 호크
- 실버드 워터, 시리아 셀프 포트레이트 - 오사마 모하메드
- 선샤인 슈퍼맨 - 마라 스트라우치
- 테일즈 오브 더 그림 슬리퍼 - 닉 브룸필드
- 디스 이즈 마이 랜드 - 타마라 에흘데
- 더 원티드 18 - 폴 코완 외 1명
- 더 예스맨 아 리볼팅 - 앤디 비츨바움 외 2명
- 꿈과 광기의 왕국 - 마미 스나다
- 로저 워터스 더 월 - 로저 워터스 외 1명
- 더 이어스 오브 피에로 - 산티아고 에스테이누

### 시네마테크
- 크라임 웨이브 - 존 페이즈
- 스피킹 파트 - 아톰 에고이안
- 석류의 빛깔 - 세르게이 파라자노프
- 청춘 잔혹 이야기 - 오시마 나기사
- 용문객잔 - 호금전
- 신녀 - 오영강
- 어떤 비교 - 하룬 파로키
- 황야의 결투 - 존 포드

### 매버릭 부문
- 어 50 이어 아규먼트 - 데이빗 테데쉬 외 1명
- 두 아이 사운드 게이? - 데이비드 소프
- 어 미드썸머 나잇츠 드림 - 줄리 테이머

### 미드나잇 매드니스 부문
- 빅 게임 - 얄마리 헬렌더
- 컵 - 조나스 고바에르츠
- 디 에디터 - 매튜 케네디 외 1명
- 일렉트릭 부갈루: 더 와일드, 언톨드 스토리 오브 캐논 필름즈 - 마크 하틀리
- 더 게스트 - 애덤 윈가드
- 잇 팔로우즈 - 데이빗 로버트 밋첼
- 도쿄 트라이브 - 소노 시온
- 터스크 - 케빈 스미스
- 뱀파이어에 관한 아주 특별한 다큐멘터리 - 타이카 와이티티
- 알.이.씨 4: 아포칼립시스 - 하우메 발라게로

### 캐나다 단편 부문
- 언 아파트먼트 - 사라 게일리 데이비스
- 어라운드 이즈 어라운드 - 노먼 맥라렌
- 코다 - 데니스 포울린 외 1명
- 어 델루션 오브 그렌져 - 벵상 비론
- 마이나르스키 데스 플러밋 - 매튜 랜킨
- 오 캐나다 - 에블린 램버트
- 슬리핑 자이언트 - 앤드류 시비디노
- 제로 레코그니션 - 벤 루이스
- 비손 - 케반 펑크
- 체인리액션 - 다나 진그라스
- 리옴파 - 엘리자베스 라제브닉
- 온 시멘트 - 로뱅 오베르
- 더 샌즈 - 마리에-이브 주스테
- 테이크 미 - 앙드레 터핀 외 1명
- 챔버 드라마 - 제프리 자블로니
- 파더 - 조단 타나힐
- 홀 - 마틴 에드랄린
- 인디고 - 아만다 스트롱
- 라이트 - 야스미나 카라야
- 루크루키: 마더 - 웨인 와피무콰
- 더 웨더맨 앤 더 섀도우복서 - 랜달 오키타
- 브로큰 페이스 - 알랭 푸니
- 인탱글드 - 토니 엘리엇
- 카주타이주크 - 스콧 브래치메이어
- 사하르 - 알렉산더 파라
- 어 톰브 위드 어 뷰 - 리안 J. 노스
- 왓 더즌트 킬 유 - 롭 그랜트
- 데이 40 - 솔 프리드맨
- 델 시에고 데저트 - 프랑소와 르뒤크
- 디 인카운터 - 프리다 럭
- 인트루더스 - 산티아고 멩기니
- 라스트 나잇 - 알렌 코노파키
- 러닝 시즌 - 그레이슨 무어
- 스틸 - 슬레이터 쥬웰 켐커
- 더 바른하우스 - 캐롤라인 메일러
- 브런트 글라스 - 레이 웡
- 파이어 - 라하 시라지
- 갓헤드 - 코너 가스톤
- 미 앤 마이 몰튼 - 토릴 코브
- 미그레이션 - 플러레선트 힐
- 더 언더그라운드 - 미쉘 라티머
- 레드 알버트 - 배리 에이브리치

### 국제단편 부문
- 촙 마이 머니 - 테오 안소니
- 디서플린 - 크리스토프 M. 사베르
- 에브리씽 & 에브리씽 & 에브리씽 - 알베르토 롤단
- 플레잉 위드 볼즈 - 난나 크리스틴 마그누스도티르
- 어 싱글 바디 - 소티리스 도노코스
- 어 스파크 앳 다키스트 나잇 - 폴 데실바
- 타투아페 마할 타워 - 카롤리나 마르코비치 외 1명
- 더 워렌 - 제임스 아돌푸스
- 어 세레머니 포 어 프렌드 - 카베 에브라힘푸르
- 그로윙 페인즈 - 토르 프루에가르드
- 아임 인 더 코너 위드 더 블루벨즈 - 아코 밋첼
- 아이스크림 - 세르하트 카라슬란
- 파파 마셰티 - 조나단 데이비드 케인
- 세븐 보츠 - 흘리뉘르 팔메이슨
- 아이 앤 머메이드 - 샤하드 아민
- 언 임모탈 맨 - 조시 코리 외 1명
- 더 라스트 데이 오브 썸머 - 페이크 상트베르겐
- 어 싱글 라이프 - 마리케 블라우프 외 2명
- 트라이시클 씨프 - 맥심 베스머트니
- 히어 이즈 더 컨케터네이션 - 클레어 드니
- (Null) - 데이비드 게슬바우어 외 1명
- 8 블렛츠 - 프랭크 터니어
- 에이사 - 클레멘트 트레힌-랄란느
- 부갈루 앤 그레이엄 - 마이클 레녹스
- 뉴본즈 - 메가 라마스와미
- 페르세포네 - 그라지아 트리카리코
- 더 셔브 - 미 샌드스트롬
- 스키너 - 가버 파브리시우스
- 130919, 어 포트레이트 오브 마리나 아브라모비치 - 매튜 플랏책
- 저먼 셰퍼드 - 닐스 베르겐달
- 더 고트 - 존 트렌고브
- 라바 - 제임스 포드 머피
- 리슨 - 하미 라메잔 외 1명
- 미드필드 - 페드로 아모림
- 오 루시! - 히라야나기 아츠코
- 파인애플 칼라마리 - 카시아 네일바즈카

### 특별한 발표 부문
- 99 홈스 - 라민 바라니
- 아메리칸 하이스트 - 사릭 안드레아시안
- 언 아이 포 뷰티 - 데니 아르캉
- 비포 위 고 - 크리스 에반스
- 브레이크업 버디즈 - 닝 하오
- 케이크 - 다니엘 반즈
- 5일의 마중 - 장이머우
- 더 데드 랜즈 - 토아 프레이저
- 디어리스트 - 진가신
- 더 드롭 - 마이클 R. 로스컴
- 에덴(영어판) - 미아 한센-러브
- 엘리펀트 송 - 찰스 비나메
- 파 프롬 멘 - 다비드 오엘호펜
- 투리스트 - 루벤 외스트룬드
- 더 게이트 - 레지스 와그니어
- 굿 킬 - 앤드류 니콜
- 더 굿 라이 - 필리프 팔라도
- 헥터 앤드 더 서치 포 해피니스 - 피터 첼섬
- 더 험블링 - 베리 레빈슨
- 헝그리 하츠 - 사베리오 코스탄조
- 이미테이션 게임 - 모튼 틸덤
- Kahlil Gibran's The Prophet - 로저 알러스 외 7명
- 키핑 룸 - 다니엘 바버
- 더 라스트 파이브 이어즈 - 리처드 라그라브네스
- 러닝 투 드라이브 - 이자벨 코이젯트
- 러브 & 머시 - 빌 포래드
- 맹글혼 - 데이빗 고든 그린
- 마리 콤 - 오뭉 쿠마
- 멘, 우먼 & 칠드런 - 제이슨 라이트맨
- 미스 줄리 - 리브 울만
- 마미 - 자비에 돌란
- 미스터 터너 - 마이크 리
- 마이 올드 레이디 - 이스라엘 호로비츠
- 네드 라이플 - 할 하틀리
- 나이트크롤러 - 댄 길로이
- 옥토버 게일 - 루바 나다
- 파솔리니 - 아벨 페라라
- 피닉스 - 크리스티안 펫졸드
- Preggoland - 제이콥 티에니
- 더 리치 - 진-밥티스트 레오네티
- 레드 암네시아 - 왕 샤오슈아이
- 리투르 어 이타크 - 로랑 캉테
- 로즈워터 - 존 스튜어트
- A Second Chance - 수잔 비에르
- 스틸 앨리스 - 리처드 글랫저 외 1명
- 씨어리 오브 에브리씽 - 제임스 마쉬
- 타임 아웃 오브 마인드 - 오렌 무버만
- Top Five - 크리스 록
- 와일 위어 영 - 노아 바움백
- 위플래쉬 - 데이미언 셔젤
- 와일드 테일즈 - 데미안 스지프론
- 비욘드 더 라이츠 - 지나 프린스-바이스우드
- 클라우즈 오브 실스 마리아 - 올리비에 아사야스
- 더 코블러 - 토마스 맥카시
- 단신남녀 2 - 두기봉
- 마담 보바리 - 안 퐁텐
- Gentlemen - 마이클 마키마인
- Gomorrah - 스테파노 솔리마
- Human Highway - Bernard Shakey 외 2명
- 마담 보바리 - 소피 바르트
- 매기 - 헨리 홉슨
- 프라이드 - 매튜 워처스
- 리벤지 오브 더 그린 드래곤스 - 유위강 외 1명
- 더 서치 - 미셀 하자나비시우스
- 쉘터 - 폴 베타니
- 쓰리 하트 - 브누와 쟉꼬
- 투 데이즈 원 나잇 - 장 피에르 다르덴 외 1명
- 웰컴 투 미 - 시라 피븐
- Roger Waters The Wall - 로저 워터스 외 1명
- 더 사운드 앤 더 퓨리 - 제임스 프랭코
- 세인트 빈센트 드 반 누이스 - 데오도르 멜피

### 뱅가드 부문
- 알렐루야 - 파브리스 뒤 벨즈
- 더 듀크 오브 버건디 - 피터 스트릭랜드
- 하이에나(영어판) - 제라드 존슨
- 굿나잇 마미 - 베로니카 프랜즈 외 1명
- 루나 - 데이브 맥킨
- 식녀- 쿠이메- - 미이케 다카시
- 슈루즈 네스트 - 후안퍼 안드레스
- 스프링 - 저스틴 벤슨 외 1명
- 데이 해브 이스케이프드 - J.P. 발케파
- 웨이스트 랜드 - 피에터 반 헤스
- 갈증 - 나카시마 테츠야
- 더 보이스 - 마르잔 사트라피

### 파장 부문
- 브루야드 - 파사쥬 #14 - 알렉상드르 라로즈
- 더 이노센츠 - 장-폴 켈리
- 루나 알마낙 - 말레나 슬렘
- 레드 카프리치오 - 블레이크 윌리엄스
- 어게인스트 랜드스케이프 - 조슈아 젠 솔론즈
- 삐 소리가 울리면 - 김경만
- 캐노피 - 켄 제이콥스
- 카탈로그 - 다나 베르만 더프
- 딥 슬립 - 바스마 알샤리프
- 디투어 드 포스 - 레베카 바론
- 더 드래곤 이즈 더 프레임 - 마리 헬레나 클라크
- 에피소드 오브 더 씨 - 로니 반 브루멜렌 외 1명
- 더 피겨스 카브드 인투 더 나이프 바이 더 샙 오브 더 바나나 트리즈 - 조안나 피멘타
- 노비(영어판) - 츠카모토 신야
- 프롬 왓 이즈 비포 - 라브 디아스
- 헤븐 노우즈 왓 - 조슈아 사프디
- 홀스 머니 - 페드로 코스타
- 인트랜싯 - 짜끄라완 닌탐롱
- 하우하 - 리산드로 알론소
- 시 유 - 차이밍량
- 스펙트럼 리버스 스펙트럼 - 마가렛 혼다
- 라 사피엔자 - 유진 그린
- 르 보우 덴저 - 르네 프롤케
- 레터즈 투 맥스 - 에리크 보들레르
- 메이단 - 세르히 로즈니차
- 나잇 눈 - 샴바비 카울
- 디 올드 맨 오브 벨렘 - 마뇰 드 올리베이라
- 타프로바나 - 가브리엘 아브란테스
- 어 핌프 앤 히즈 트로피스 - 앙투아네트 즈비치마이르
- 포에트리 포 세일 - 프리들 폼 그뢸러
- 더 폴리스맨즈 하우스 - 마이클 주프라너
- 더 프린세스 오브 프랑스 - 마티아스 피녜이로
- Open Form - Game on an Actress's Face - KwieKulik Group
- 오리존티 오리존티! - 안나 마르지아노
- 판크롬즈 I,II,III - T. 마리
- 릴리프 - 캘럼 월터
- 산 시로 - 유리 안카라니
- 미어 데어 던스트 - 실비아 쉬델바우어
- 어 싱글 워드 - 마리아마 실라 외 1명
- 송스 프롬 더 노스 - 유순미
- 투엘브 테일스 톨드 - 요한 루프
- 언더 어 체인징 스카이 - 장-끌로드 루소
- 언더 더 앳모스피어 - 마이크 스톨츠

### 시티 투 시티
- 산다 - 박정범
- 카트 - 부지영
- 좋은 친구들 - 이도윤
- 철의 꿈 - 박경근
- 도희야 - 정주리
- 경주 - 장률
- 끝까지 간다 - 김성훈
- 마담 뺑덕 - 임필성

### TIFF KIDS 부문
- 라비린투스 - 더글라스 보스웰
- 페이퍼 플레인즈 - 로버트 코놀리
- 시크릿 오브 워 - 데니스 보츠
- 송스 오브 더 씨 - 톰 무어

### Next Wave 부문
- 멘, 우먼 & 칠드런 - 제이슨 라이트맨
- 도쿄 피앙세 - 스테판 리베르스키
- 빅 게임 - 얄마리 헬렌더
- 걸후드 - 셀린 시아마
- 가이던스 - 팻 밀스
- 래기스 - 린 쉘튼
- 내셔널 디플로마 - 디웨도 아마디
- 웻 붐 - 린제이 맥케이
- 뱀파이어에 관한 아주 특별한 다큐멘터리 - 타이카 와이티티
- 엑스 플러스 와이 - 모건 매튜스

### 퓨처 프로젝션
- Provenance - Amie Siegel
- Anna and the Tower - Lynne Marsh
- Nature of the Self - Laurent Montaron
- BMX Channel and Midnight Traceur - 숀 글래드웰

### 컨템포러리 월드 스피커스
- 찰리즈 컨트리 - 롤프 드 히어
- 겟, 더 트라이얼 오브 비비안 암살렘 - 로니트 엘카베츠 외 1명
- 레드 로즈 - 세피데 파르시
- 게스 하 - 락샨 바니 에테마드
- 힌 운트 웨그 - 크리스찬 주버트

### 매니페스토
- 메이 알라 블레스 프랑스! - 압드 알 말릭
- 위플래쉬 - 데이미언 셔젤
- 비욘드 더 라이츠 - 지나 프린스-바이스우드
- 에덴(영어판) - 미아 한센-러브
- 더 다크 홀스 - 제임스 네이피어 로벗슨
- 삼바 - 올리비에르 나카체 외 1명
- 탑 파이브 - 크리스 록
- 인피니틀리 폴러 베어 - 마야 포브스
- 런 - 필립 라코테
- 세이모어 - 에단 호크

### 스페셜 이벤트
- 괴짜들의 병영 일지 - 이반 라이트만
- 사랑의 블랙홀 - 해롤드 래미스
- 고스트버스터즈 - 이반 라이트만